# Parmularia miconiae
Parmularia miconiae är en lavart som beskrevs av Inácio & P.F. Cannon 2008. Parmularia miconiae ingår i släktet Parmularia och familjen Parmulariaceae.   Inga underarter finns listade i Catalogue of Life.